# 威克島
威克島（英語：Wake Island）是馬紹爾群島中的小岛、北太平洋上的環礁，海岸線長19公里，大約自夏威夷至北馬里亞納群島的三分之二航程。因為它在國際換日線之西，所以比美國50州快近一日，使用UTC+12標準時。威克島是美國的無建制領地，面積6.5平方公里，由威克、威爾克斯和皮爾三個小礁島組成，位於太平洋中被海水淹沒的火山島群中，東距夏威夷3200公里，西距關島2060公里，戰略地位重要，被稱為“太平洋的踏腳石”。威克島暫住人口包括美國軍人、文職人員及一些外勞和軍方承包商等數百人，食品和工業品完全依靠進口。
威克島郵政和電話編制上屬於夏威夷（郵區號碼96898、電話區號+1-808），統計上屬於「美國本土外小島嶼」（United States Minor Outlying Islands）之一（ISO 3166-1國碼UM）。

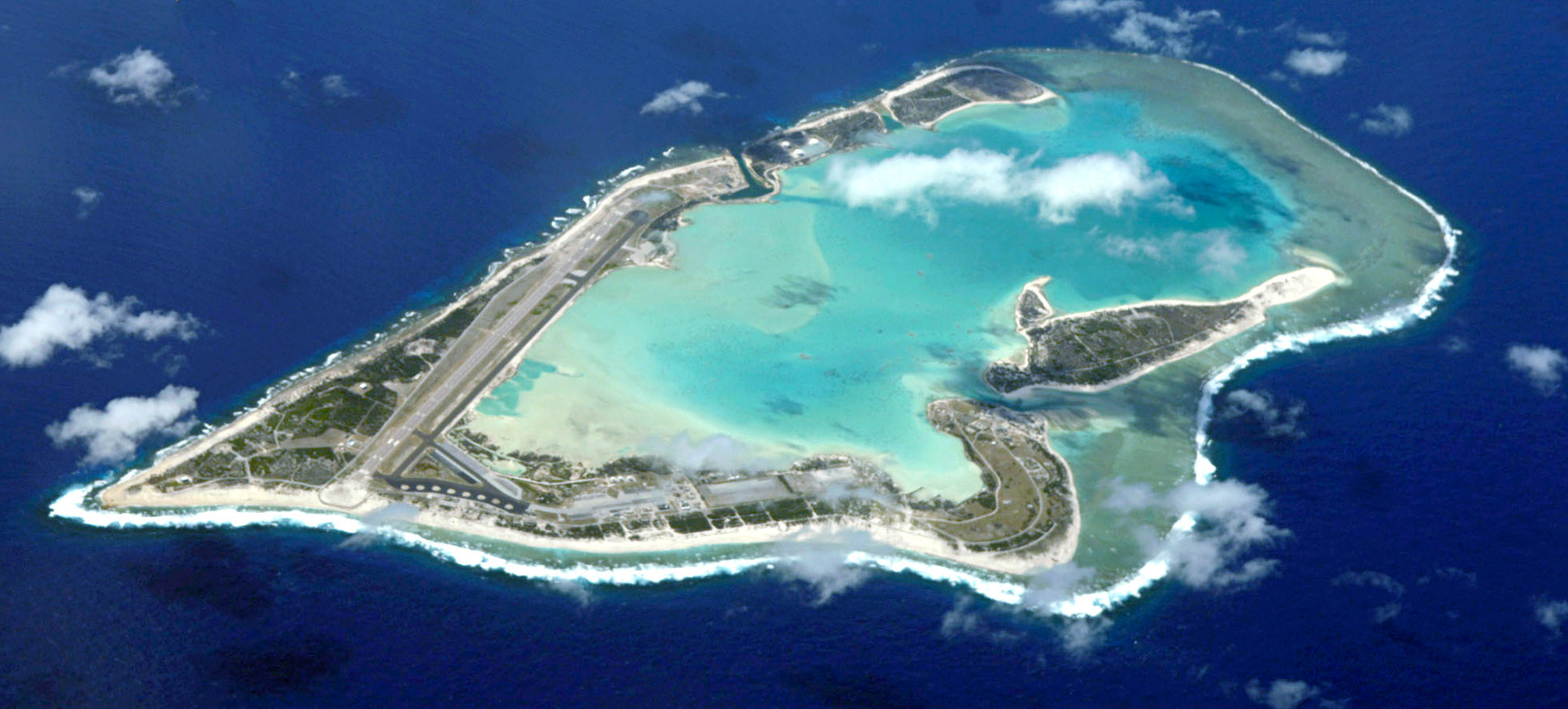
威克島全貌
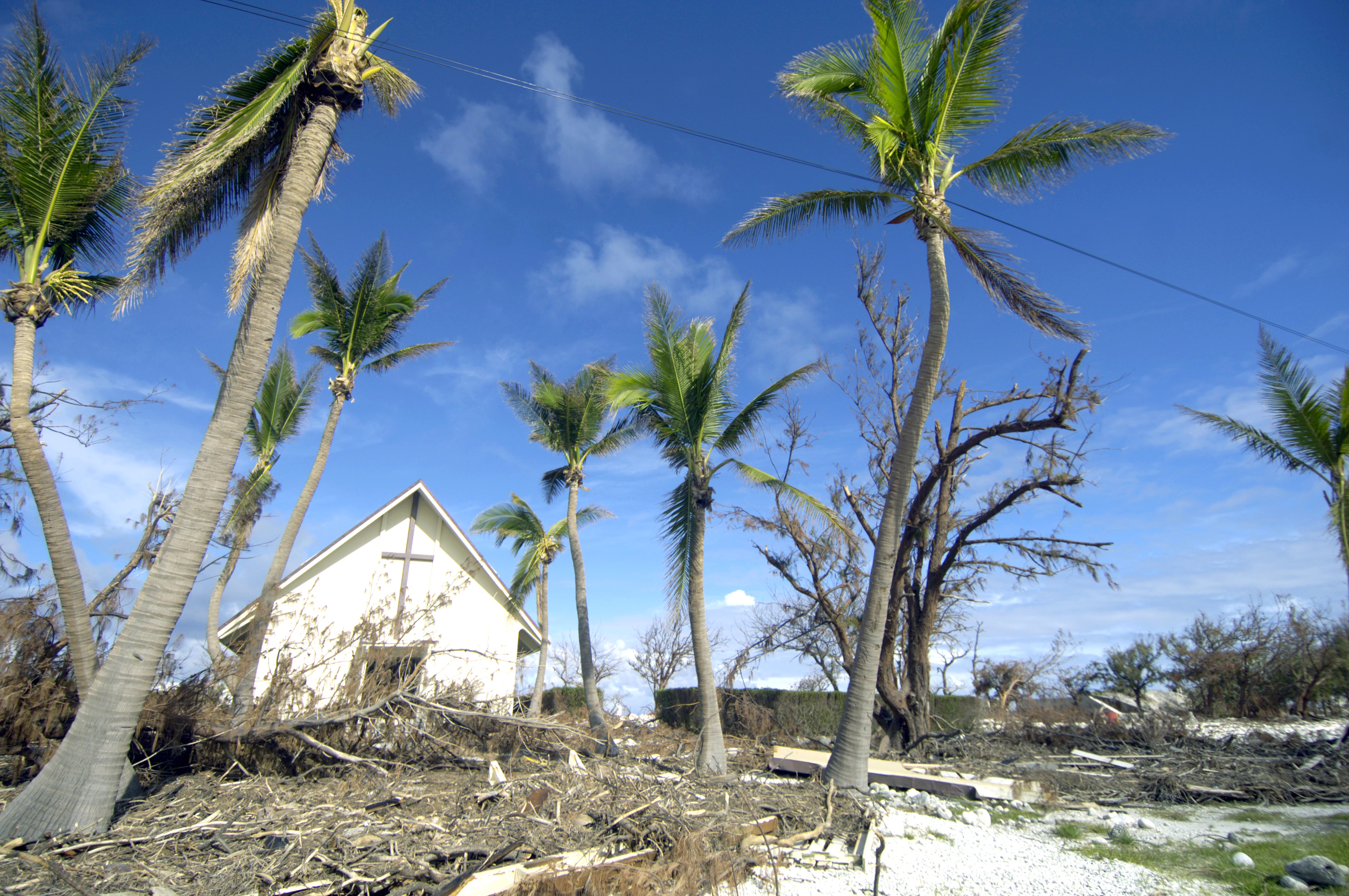
2006年風災過後

## 历史
威克島上原無居民，1568年一支西班牙探險隊首次發現該島。1796年，英國船長威廉·威克正式注明此島，並以他的名字命名該島。此後該島一度湮沒無聞，直到1841年美國海軍在原島重新修建。1899年美國政府正式將該島佔為己有。1935年威克島劃歸美國海軍管轄並在島上建立商用水上飛機基地和旅館，為泛美航空橫跨太平洋的客機提供服務。二戰期間威克島被日本佔領，并将其更名为大鸟岛，战后威克岛恢复原名。1962年美國在島上建成了現代化機場並轉交內政部管轄，但實際上是由美國空軍管轄。1964年完成了新的海底電纜的鋪設。該島還是檀香山和關島海底電纜的連結點。1972年，該島由美國國防部接管，民事方面授權空軍總法律顧問管轄，並由威克島駐軍司令作為他的代理人。1974年用作導彈試驗基地，1975年曾收容越戰難民。70年代中期至今，威克島機場一直是軍用和民用飛機的緊急降落備用機場，也是美軍飛機從檀香山到東京和關島的加油站。

## 地理[1]
- 經緯度：19°17′N 166°36′E / 19.283°N 166.600°E
- 陸地面積：6.5平方公里
- 海岸線：19.3公里
- 海域主權聲索
  - 經濟專區：200海里（370.4公里）
  - 領海：12海里（22.2公里）
- 氣候：熱帶，有偶然的颱風
- 高度極點：
  - 最低點：太平洋0米
  - 最高點：未命名地點6米

## 流行文化
在艺电出品的战地系列游戏中，威克岛多次作为交战地图出现。战地2 中玩家可扮演美军或中国人民解放军争夺该岛。战地5 中也有威克岛地图，玩家可扮演二战时期的美军或日军抢占该岛。

## 外部連結
- Australia - Oceania :: Wake Island — The World Factbook - Central Intelligence Agency （页面存档备份，存于） （英文）
- Wake Atoll NWR - Wake Atoll - U.S. Fish and Wildlife Service （页面存档备份，存于） （英文）